# Messier 32
Messier 32 (M32 sau NGC 221) este o galaxie eliptică compactă de tip cE2, care aparține Grupului local. Satelit al galaxiei Andromeda, ea este situată la 760 kpc de Soare. Este o galaxie de dimensiuni reduse, cea mai mare lungime a sa nedepășind 6.500 de ani-lumină (2 kpc). Totuși, ea găzduiește o gaură neagră supermasivă, cu o masă estimată la aproximativ 3,4 milioane de mase solare, în jurul căreia se află o densitate stelară extrem de ridicată.
Galaxia Messier 32 este situată în constelația Andromeda. A fost descoperită în 29 octombrie 1749 de către Guillaume Le Gentil. De asemenea, a fost observată încă o dată în anul 1757 de către Charles Messier, în anul 1825 de către Wilhelm Struve și în 18 septembrie 1828 de către John Herschel. NGC 221 face parte din Catalogul Messier, un catalog întocmit de către astronomul francez Charles Messier.

## Caracteristici
Așa cum sunt i cele mai multe galaxii eliptice, Messier 32 este lipsită de gaze și de praf interstelar și este constituită în principal din stele pitice galbene și roșii îmbătrânite, necunoscând de multă vreme o activitate notabilă de formare stelară. Studiul spectroscopic al M32 indică o vârstă medie de 6,8 ± 1,5 miliarde de ani cu o metalicitate medie de [M/H] = -0,01 ± 0,08 în centrul galaxiei, față de 9,2 ± 1,2 miliarde de ani și [M/H] = -0,10 ± 0,10 în periferia galaxiei, părând să indice un dinamism al formării stelelor  dinspre centru spre exteriorul galaxiei.
Morfologia particulară a M32 și populația sa stelară s-ar putea explica prin interacțiunea gravitațională cu galaxia Andromeda: M32 ar fi fost la început o mică galaxie spirală care ar fi traversat discul galactic al galaxiei Andromeda și ar fi pierdut atunci esențialul masei sale periferice, nepăstrându-și decât bulbul galactic care ar fi cunoscut atunci un început de formare stelară. Un studiu publicat în 2002 merge până la a pune la îndoială natura eliptică actuală a M32, modelând aspectul acestei galaxii prin prezența unui bulb și a unui disc văzut aproape din față. 

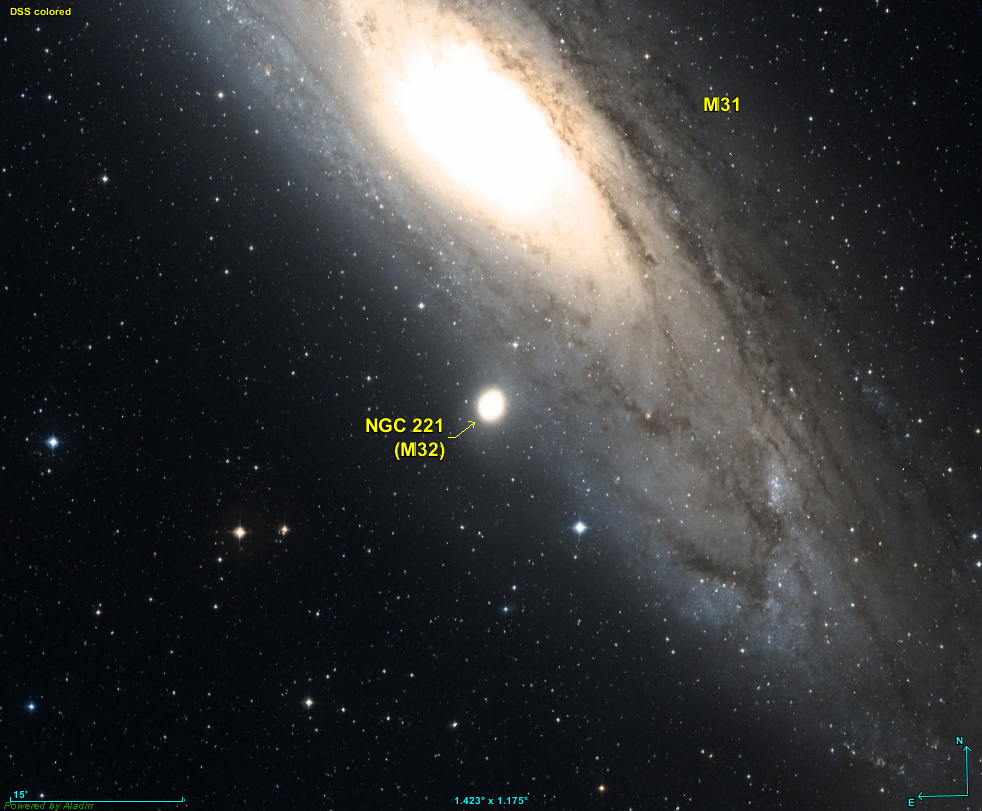
M32 în fața galaxiei Andromeda.

## Gaură neagră supermasivă
Potrivit unui studiu realizat asupra a 76 de galaxii de către Alister Graham, bulbul central al galaxiei M32 ar conține o gaură neagră supermasivă a cărei masă este estimată la circa 2,5×106 {\displaystyle M_{\odot }}.